# Kiley McKinnon
 Kiley McKinnon (ur. 1 września 1995 w New Haven) – amerykańska narciarka dowolna, specjalizująca się w skokach akrobatycznych. W 2015 roku wywalczyła srebrny medal w tej konkurencji podczas mistrzostw świata w Kreischbergu. Najlepsze wyniki w Pucharze Świata osiągnęła w sezonie 2014/2015, kiedy to zajęła trzecie miejsce w klasyfikacji generalnej, a w klasyfikacji skoków akrobatycznych wywalczyła Małą Kryształową Kulę. W 2018 roku wystartowała na igrzyskach olimpijskich w Pjongczangu, gdzie była dziesiąta.

## Osiągnięcia

### Igrzyska olimpijskie
| Miejsce | Dzień     | Rok  | Miejscowość | Konkurencja        | Zwyciężczyni  |
| ------- | --------- | ---- | ----------- | ------------------ | ------------- |
| 10.     | 16 lutego | 2018 | Pjongczang  | Skoki akrobatyczne | Hanna Huśkowa |

### Mistrzostwa świata
| Miejsce | Dzień       | Rok  | Miejscowość   | Konkurencja        | Zwyciężczyni    |
| ------- | ----------- | ---- | ------------- | ------------------ | --------------- |
| 14.     | 7 marca     | 2013 | Voss          | Skoki akrobatyczne | Xu Mengtao      |
| 2.      | 15 stycznia | 2015 | Kreischberg   | Skoki akrobatyczne | Laura Peel      |
| 4.      | 10 marca    | 2017 | Sierra Nevada | Skoki akrobatyczne | Ashley Caldwell |

### Puchar Świata

#### Miejsca w klasyfikacji generalnej
- sezon 2011/2012: 106.
- sezon 2012/2013: 52.
- sezon 2013/2014: 70.
- sezon 2014/2015: 3.
- sezon 2015/2016: 27.
- sezon 2016/2017: 33.
- sezon 2017/2018: 42.

#### Miejsca na podium w zawodach
1. Pekin – 20 grudnia 2014 (skoki) – 3. miejsce
2. Pekin – 21 grudnia 2014 (skoki) – 2. miejsce
3. Deer Valley – 8 stycznia 2015 (skoki) – 2. miejsce
4. Moskwa – 21 lutego 2015 (skoki) – 3. miejsce
5. Mińsk/Raubiczy – 1 marca 2015 (skoki) – 2. miejsce
6. Pekin – 19 grudnia 2015 (skoki) – 3. miejsce
7. Deer Valley – 3 lutego 2017 (skoki) – 3. miejsce
8. Moskwa – 6 stycznia 2018 (skoki) – 1. miejsce